# Västra Skedvi kyrka
Västra Skedvi kyrka är en kyrkobyggnad som tillhör Malma församling i Västerås stift. Kyrkan ligger i Västra Skedvi socken i Köpings kommun.

## Kyrkobyggnaden
Föregående kyrka var uppförd på medeltiden och låg omkring tvåhundra meter norr om nuvarande kyrkplats. Nuvarande kyrka uppfördes 1806-1810 efter ritningar av arkitekt Per Wilhelm Palmroth. Kyrkan består av rektangulärt långhus med kor i öster och torn i väster. Öster om koret finns en vidbyggd sakristia. Byggnaden har en stomme av gråsten med tegel i dörr- och fönsteröppningar.
Kyrkorummet har vitputsade väggar och ett vitputsat tunnvalv. Korets golv ligger tre trappsteg högre än golvet i det övriga kyrkorummet.

## Inventarier
- I kyrkan finns flera träskulpturer som troligen har ingått i ett altarskåp från 1400-talet.
- Ett krucifix är från 1350-talet.
- En altarpredikstol är samtida med nuvarande kyrkobyggnad. Nuvarande predikstol tillkom 1930 vid en ombyggnad av kyrkorummet. Predikstolen har en femsidig grönmarmorerad korg och står vid norra väggen. Ljudtaket pryds med en skulpterad pelikan.
- Nuvarande dopfunt, som kom på plats 1979, är en tillyxad, obehandlad furustock. Tillhörande dopskål är tillverkad av konstnären Arnold Rundström.
- En brudkrona är från 1865.

### Orgel
1847 byggde Johan Samuel Strand, Västra Vingåker en mekanisk orgel. 1896 omändrades orgeln av Anders Victor Lundahl, Stockholm.
| Manual                 | Pedal             | Koppel  |
| Principal 8' B/D       | Subbas 16' (1896) | Man/Ped |
| Gedackt 8'             |                   |         |
| Rörflöjt 8' B/D (1896) |                   |         |
| Fugara 8'              |                   |         |
| Oktava 4'              |                   |         |
| Kvinta 3'              |                   |         |
| Oktava 2'              |                   |         |

### Webbkällor
- byggnadspresentation
- Kulturhistorisk beskrivning (PDF-format)
- Församlingen informerar om kyrkan